# Колонки Apple
Компанія Apple Inc. випустила та продала численні музичні та мультимедійні колонки, які можна придбати окремо та постачати в комплекті з продуктами Macintosh.

## Співатори Bose Roommate
У вересні 1986 року Apple поставила в комплект (а також продається окремо) спеціальне видання динаміків Bose Roommate для комп'ютера Apple IIGS, яке підтримувало вбудований синтезатор Ensoniq з необов'язковим стереозвуком. На передній решітці кожного динаміка в чорній коробці був логотип «Bose», а біля нього — офіційний логотип компанії «райдуга». Колонки відповідали тій самій платиново-сірій кольоровій гамі, що була представлена у IIGS того року. Пізніші випуски доповідачів, ймовірно з юридичних питань, що стосуються Apple Records, замінили логотип у формі Apple на квадрат веселки. У динаміках, що живляться, не було ручки змінної гучності або магнітного екранування (на попереджувальному ярлику було вказано, щоб він був віддалений від ЕЛТ та магнітного накопичувача), і продано за 299,99 доларів США. Хоча в першу чергу орієнтовані на Apple IIGS, якому він підходив косметично та краще підходив, динаміки також були доступні для ранніх моделей Macintosh.

## Динаміки від AppleDesign

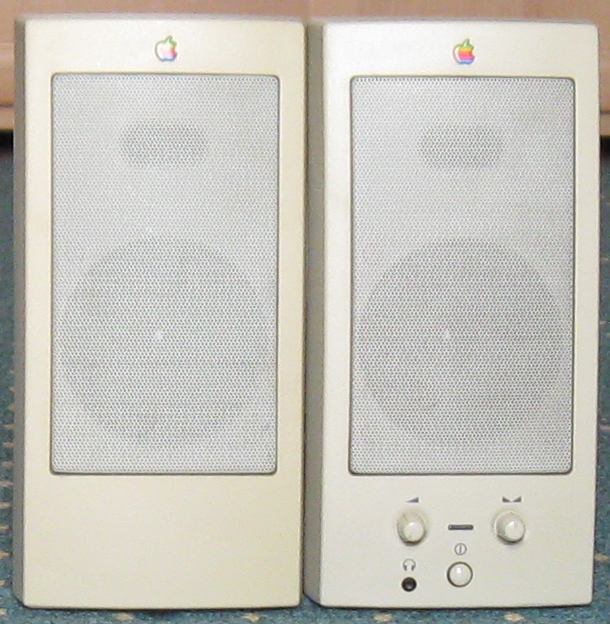
Динаміки від AppleDesign (M6082)

Разом із PowerCD, представленим у 1993 році, Apple випустила дві версії своїх настільних колонок: AppleDesign Powered Speakers та перероблений AppleDesign Powered Speaker II через рік. Оригінальні колонки випускалися в платиново-сірому кольорі, щоб відповідати настільній лінійці Apple, тоді як друге покоління були меншими, криволінійними і мали платиново-сірий та темно-гранітно-сірий кольори, призначені для поєднання лінійки PowerBook та PowerCD. Обидва живилися від адаптера змінного струму і могли підключатися до будь-якого джерела аудіовиходу, з двома окремими входами для комп'ютера та зовнішнім програвачем компакт-дисків. У обох був роз'єм для навушників в передній частині одного динаміка, а також регулятор гучності та додатковий порт для підключення сабвуфера на деяких моделях.

## Колонки G4 Cube
Apple поєднала пару безіменних чітких сферичних або глобусних динаміків моделі M7963 із Power Mac G4 Cube, яка вийшла 19 липня 2000 року. Вони використовували спеціальний інтерфейс USB, який працював лише з моніторами G4 Cube та ADP. Вони були створені в партнерстві з Harman Kardon і були збільшеними версіями колонок Odyssey, вбудованих в iMac G3.

## Колонки Apple Pro

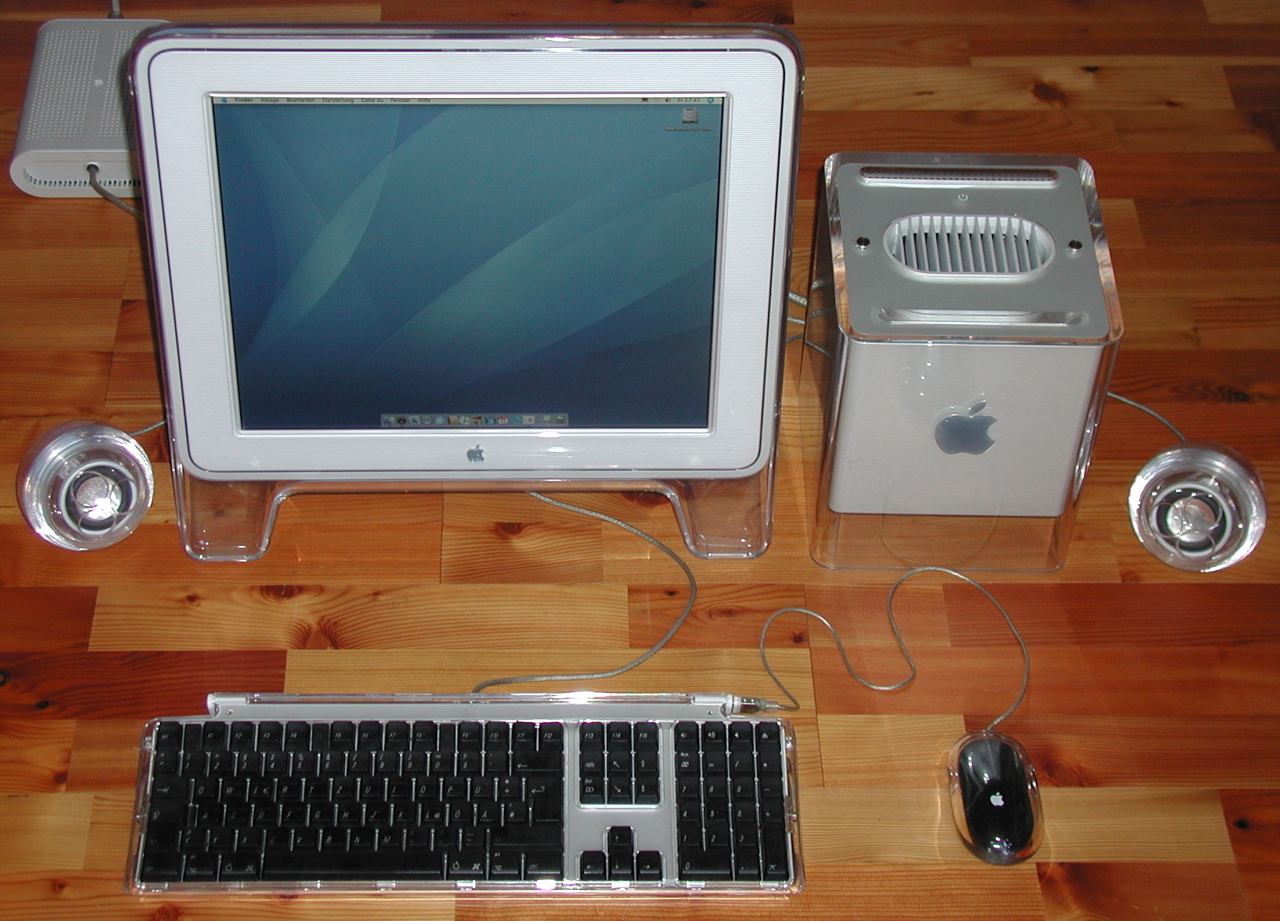
Колонки Apple Pro в парі з Power Mac G4 Cube

Колонки Apple Pro були представлені в січні 2001 року разом із Power Mac G4 Digital Audio на основі сферичних колонок G4 Cube з новою цифровою аудіосистемою, пластиковими решітками, білою гумою / силіконом, а не чорною піною, що використовується на динаміках G4 cube та змінив роз'єм на фірмовий мініджек, який забезпечував живлення та звук. Їх можна було придбати як окрему покупку за 59 доларів США та в комплекті з деякими версіями iMac G4.

## Harman Kardon SoundSticks та iSub

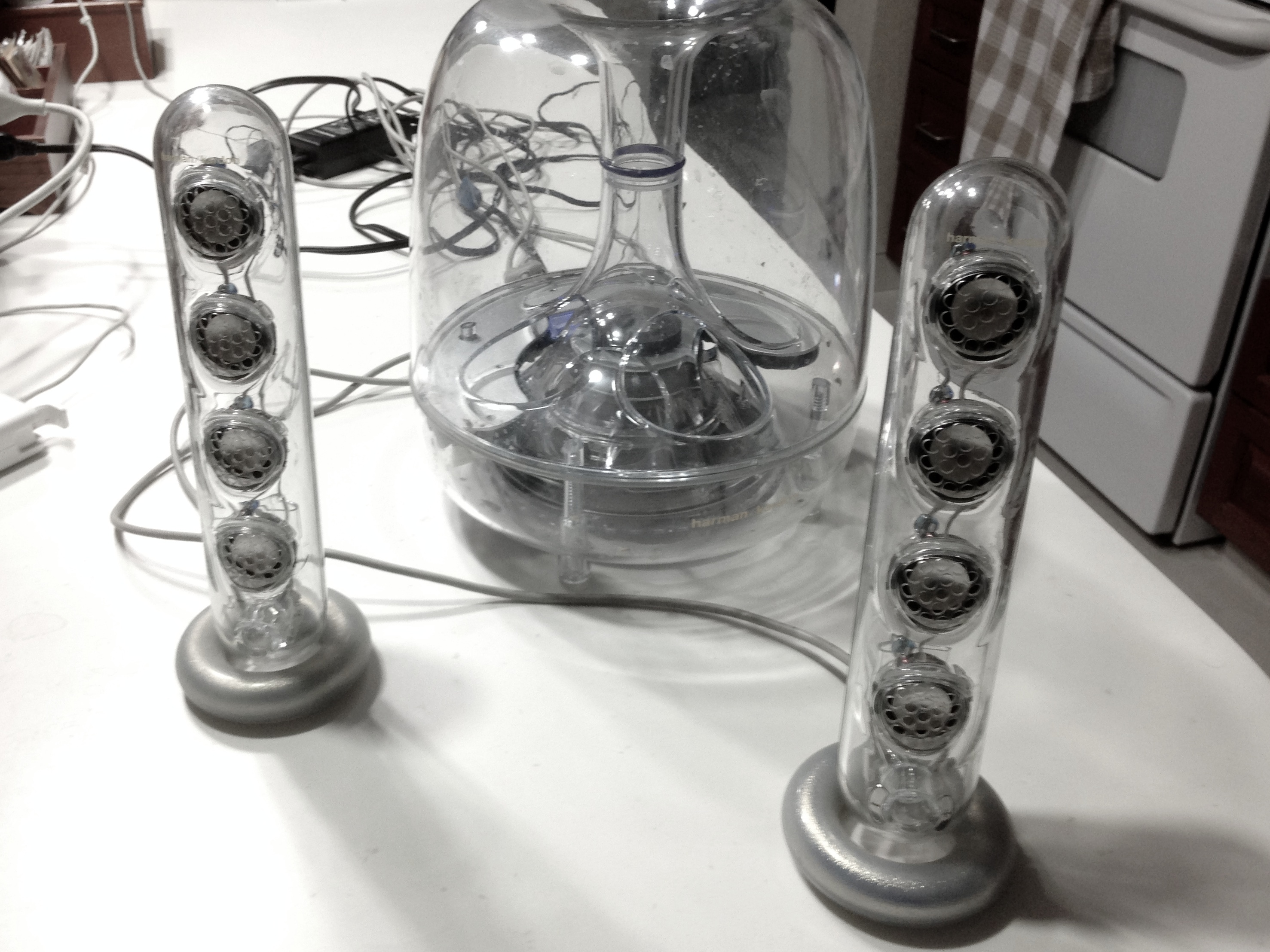
Harman Kardon Soundsticks та iSub

Apple анонсувала iSub в 1999 році, 6-дюймовий сабвуфер, вироблений у партнерстві з Harman Kardon, розроблений Джоні Айвом. Він використовує прозорий пластик, щоб відповідати естетиці iMac G3. Він підключався через USB.
Далі Harman Kardon та Apple розробили SoundSticks, які були представлені на виставці Macworld 2000 року. Компанія Apple керувала промисловим дизайном та машинобудуванням, щоб вони вписалися в її сімейство продуктів. Вони включають нову редакцію iSub. Вони виграли золоту нагороду Industrial Design Excellence Awards та описувались на обкладинці журналу. SoundSticks II був незначним оновленням, додавши ємнісні кнопки регулювання гучності та 3,5-мм вхід для міні-джека, замінивши попередній вхід USB. SoundSticks III трохи змінив стиль, використовуючи чорні відблиски та біле освітлення, замість зеленого та синього кольорів оригінальних SoundSticks та SoundSticks II. Компанія SoundSticks Wireless представила Bluetooth.

## iPod Hi-Fi

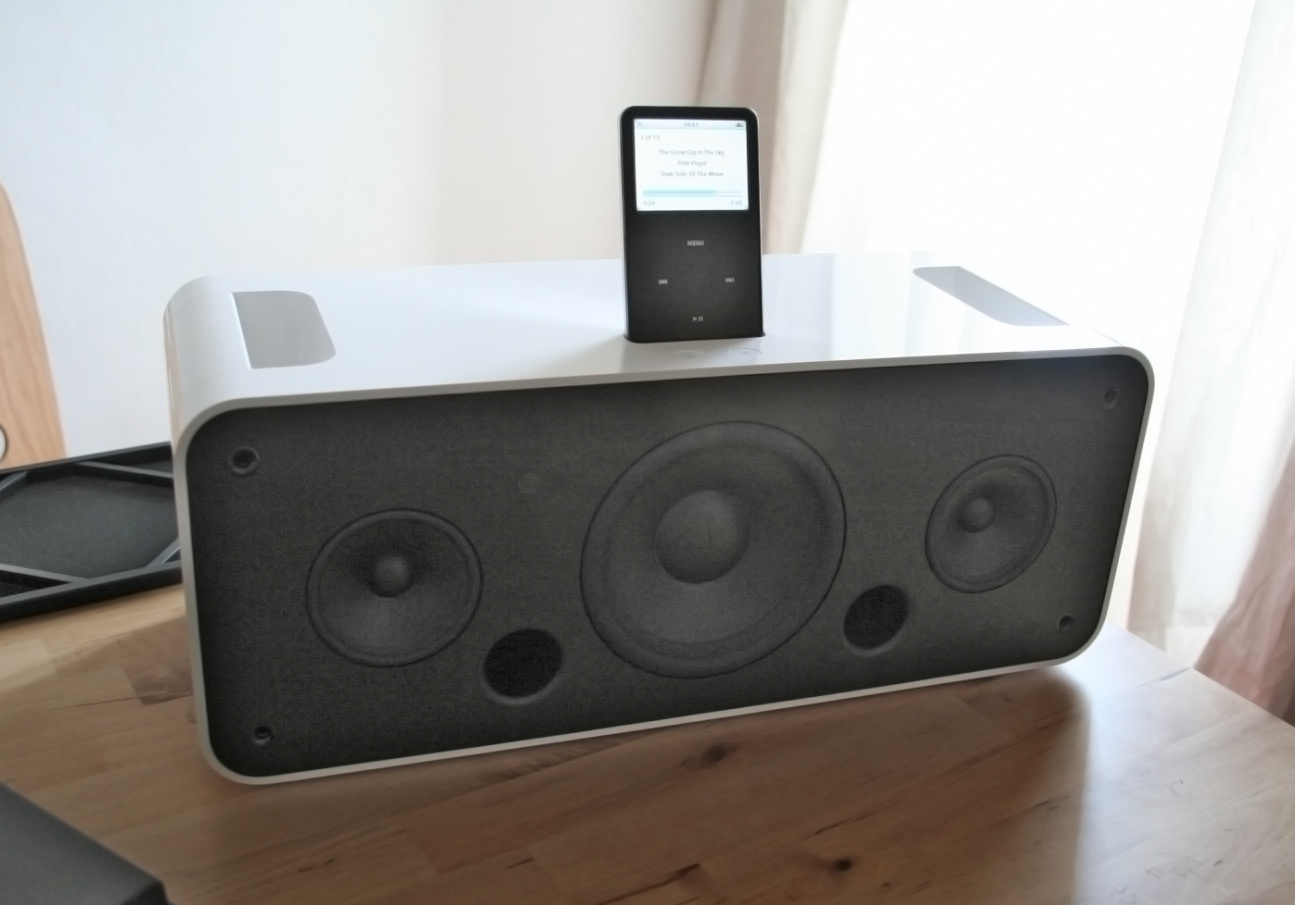
iPod Hi-Fi

iPod Hi-Fi — це акустична система, випущена 28 лютого 2006 року для використання з будь-яким цифровим музичним програвачем iPod. IPod Hi-Fi продавався в магазині Apple за 349 доларів США до моменту його припинення 5 вересня 2007 р. IPod Hi-Fi отримав критику через високу ціну, відсутність радіосигналу AM / FM та обмежену функціональність пульта дистанційного керування.

## HomePod

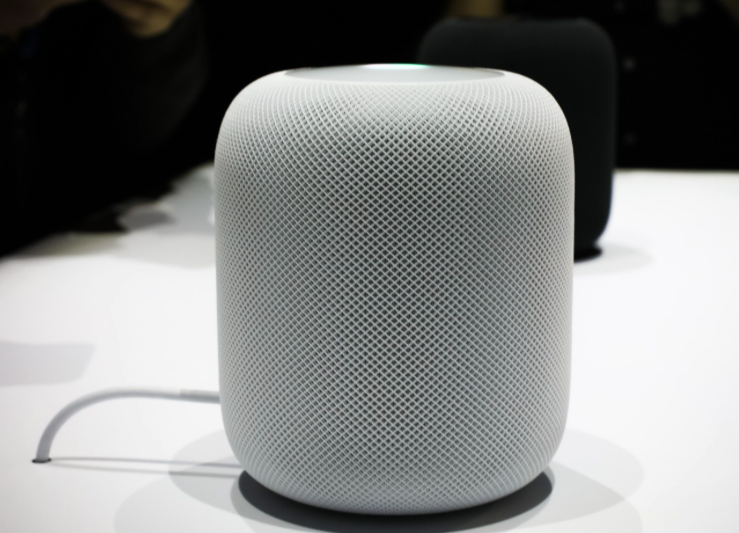
HomePod

HomePod — це розумна колонка, оголошена 5 червня 2017 року. Пізніше його запуск було відкладено з грудня 2017 року на початок 2018 року. Розроблений для супроводу інших продуктів Apple, таких як iPhone і Mac, HomePod призначений для роботи з Apple Music, щоб створити «новий спосіб відкривати для себе музику та взаємодіяти з нею вдома», стверджують маркетологи Apple. Він включає форму променя та вісім динаміків і продається у двох кольорах: білому та космічному сірому. У його верхній частині є невеликий сенсорний екран, а в основі — 7 високочастотних динаміків, а також чотиридюймовий низькочастотний динамік, а також шість мікрофонів, що використовуються для голосового управління та акустичної оптимізації. Його операційна система на базі iOS, «audioOS» дозволяє HomePod відтворювати аудіо, запускати голосовий помічник Siri та керувати екраном пристрою.

## HomePod Mini
HomePod Mini було оголошено 13 жовтня 2020 року. Він менший за HomePod, приблизно сферичний, і має три динаміки та чотири мікрофони. Intercom, нова функція HomePod та HomePod Mini, представлена в iOS 14.1 та iPadOS 14.1, дозволяє користувачам iPhone, iPad та Apple Watch з декількома HomePods та HomePod Minis спілкуватися між кімнатами за допомогою голосу. Siri розпізнає до шести голосів та персоналізує відповіді для кожного з них.